# Karan Brar
Karan Brar (ur. 18 stycznia 1999 w Redmond) – amerykański aktor filmowy i telewizyjny pochodzenia indyjskiego.

## Życiorys
Urodził się w Redmond w stanie Waszyngton. jako syn Jasbinder i Harindera Brara. Przodkowie jego rodziców pochodzili z Indii. Dorastał w Bothell wraz ze starszą siostrą Sabreeną. W trakcie nauki w Cedar Wood Elementary School uczęszczał na warsztaty z gry aktorskiej do szkoły aktorstwa i modelingu Johna R. Powersa w Seattle. W młodym wieku próbował rozpocząć karierę sportową. Został zachęcony przez ojca do rozpoczęcia kariery aktorskiej. Mając 8 lat zadebiutował jako aktor w reklamie telewizyjnej. Był jednym ze współlokatorów zmarłego aktora Camerona Boyce’a i jest aktywnym członkiem fundacji utworzonej na jego cześć.
Biegle mówi językiem angielskim i pendżabskim. Mieszka w Los Angeles.

## Filmografia

### Filmy
- 2020: Hubie ratuje Halloween jako Deli Mike Mundi
- 2020: The Argument jako Brett
- 2020: Lista priorytetów jako Nico Gomes
- 2020: Stargirl jako Kevin Singh,
- 2018: Pacific Rim: Rebelia jako kadet Suresh
- 2015: Moja niewidzialna siostra jako George
- 2012: Dziennik cwaniaczka 3 jako Chirag Gupta
- 2012: Chilly Christmas jako Caps
- 2011: Dziennik cwaniaczka 2 jako Chirag Gupta
- 2010: Dziennik cwaniaczka jako Chirag Gupta

### Seriale
- 2019–2020: Schooled jako Reza Alavi (sezon 1 odc. 10, sezon 2 odc. 10 i 13)
- 2019: Labeled jako Andrew Kabbara
- 2019: Epic Night jako Lilis (sezon 1 odc. 1 i 4)
- 2018: Champions jako Arjun (sezon 1 odc. 5)
- 2018: Youth & Consequences jako Dipankar Gosh (odc. 6-8)
- 2016: The Night Shift jako Achmed (sezon 3 odc. 2)
- 2015–2018: Obóz Kikiwaka jako Ravi Ross
- 2014: Szczury laboratoryjne jako Simon (sezon 3 odc. 16)
- 2012: Austin i Jessie i Ally jako Ravi Ross (sezon 2 odc. 6)
- 2012: Para królów jako Tito (sezon 3 odc. 8)
- 2011–2015: Jessie jako Ravi Ross

### Dubbing
- 2020: Spoza układu (sezon 1 odc. 4)
- 2020: Mira – nadworna detektyw jako książę Veer
- 2020: Cleopatra in Space jako Gozi
- 2014: Mega Spider-Man jako Ravi Ross
- 2014: Pan Peabody i Sherman jako Mason
- 2013: Jej Wysokość Zosia jako książę Zandar

## Nagrody i nominacje
| Rok  | Nagroda                         | Kategoria                                                      | Nominacja za          | Wynik     | Źródło |
| ---- | ------------------------------- | -------------------------------------------------------------- | --------------------- | --------- | ------ |
| 2011 | Young Artist Award              | Najlepszy występ w filmie pełnometrażowym – Obsada             | Dziennik cwaniaczka   | Wygrana   | [ 8 ]  |
| 2012 | Young Artist Award              | Najlepszy występ w filmie pełnometrażowym – Aktor drugoplanowy | Dziennik cwaniaczka 2 | Nominacja | [ 9 ]  |
| 2012 | Young Artist Award              | Najlepszy występ w serialu - Aktor drugoplanowy                | Jessie                | Wygrana   | [ 9 ]  |
| 2013 | Young Artist Award              | Najlepszy występ w filmie pełnometrażowym – Aktor drugoplanowy | Dziennik cwaniaczka 3 | Nominacja | [ 10 ] |
| 2013 | Young Artist Award              | Najlepszy występ w filmie pełnometrażowym- Obsada              | Dziennik cwaniaczka 3 | Wygrana   | [ 10 ] |
| 2013 | Young Artist Award              | Najlepszy występ w serialu – Aktor drugoplanowy                | Jessie                | Nominacja | [ 10 ] |
| 2014 | NAACP Image Awards              | Wybitny występ w programie dla dzieci/młodzieży                | Jessie                | Nominacja | [ 11 ] |
| 2018 | Young Entertainer Awards        | Najlepszy obsada – serial telewizyjny                          | Obóz Kikiwaka         | Wygrana   | [ 12 ] |
| 2019 | Nickelodeon Kids’ Choice Awards | Najlepszy aktor telewizyjny                                    | Obóz Kikiwaka         | Nominacja | [ 13 ] |